# Josefa Podstatzká-Lichtensteinová
Josefa Karolina z Harrachu (29. listopadu 1905 Aschach (nyní Aschach an der Donau), zámek – 16. února 2000 Salcburk) byla hraběnka ze starobylého česko-rakouského rodu Harrachů, provdaná Podstatzká-Lichtenstein. Po konfiskaci rodinného majetku v roce 1948 její rodina odešla do exilu. V devadesátých letech dvacátého století se Josefa (v některých pramenech uváděno Josefína) Podstatzká-Lichtensteinová přihlásila k české národnosti a po šestiletém restitučním řízení dosáhla navrácení rodinného jmění. Vrátila se do České republiky, dožila na svém zámku ve Velkém Meziříčí.

## Původ a mládí (1905–1945)
Josefa Karolina Marie Anna Františka Saturnina z Harrachu se narodila 29. listopadu 1905 jako dcera Františka Marii z Harrachu (1870–1937) a jeho druhé manželky Sarah z Hohenlohe-Waldenburg-Schillingsfűrstu (1880–1908).
Harrachové byli významný rod, jejich kořeny sahají do vesničky Harrachy v jižních Čechách, nejstarší doložená zmínka o rodu Harrachů pochází z roku 1272. Žili v Čechách a v Rakousku. Z tohoto rodu vzešlo mnoho osobností, které ovlivňovaly rakouské, české, moravské i evropské dějiny. Byli mocní a velmi bohatí, dokud první republika nepřijala dva zákony, které vysokou aristokracii postihly. První byl zákon o zrušení šlechtického stavu s veškerými řády a tituly. Druhý byl zákon o pozemkové reformě, po níž Harrachové přišli o značnou část zemědělské půdy. Přesto nadále patřili k vlivné šlechtě, vlastnili zámek, rybníky, lesy.
Po svém otci Františku M. Harrachovi zdědila Josefa v roce 1937 zámek ve Velkém Meziříčí.
Za druhé světové války na ně nebyla uvalena nucená správa, přes niž nacisté ovládali pro ně zajímavé majetky, ale s nacistickým režimem si tato větev Podstatzkých nezadala. (Na rozdíl od druhé větve Podstatzkých z Prusinovic, která měla nemovitosti mj. v Telči, a v restitucích neuspěla.) Česká větev Podstatzkých-Lichtensteinů kontakty s okupanty udržovala na nejnižší přijatelné míře, a prokazatelně pomáhala odboji. Proto jim po druhé světové válce, tj. v roce 1945, nebyl majetek zabaven.

### Manželství a potomstvo
Dne 7. ledna 1933 se ve Velkém Meziříčí provdala za hraběte Aloise Podstatzkého-Lichtensteina (1905–1982), jenž také pocházel ze starého šlechtického rodu. Rod Podstatzkých se v minulosti rozdělil na dvě větve - Podstatzké z Lichtensteina (nikoli Liechtensteina) a Podstatské z Prusinovic. Z jejich manželství se narodily tři děti: František Karel, Marie a Jan Nepomuk.

## Exil (1948–1995)
Nemovitý majetek byl zkonfiskován až komunistickým režimem v roce 1948, v rámci znárodňování. Rodina se rozhodla odejít do exilu, a to za nového režimu, který okamžitě uzavřel hranice a cesty povoloval jen za velmi přísných podmínek, nebylo snadné.
Josefa s dětmi odjela do Prahy, kde požádala o výjezdní povolení, jako důvod uvedla návštěvu nemocné matky žijící v Rakousku. Cesta byla povolena, do Aschachu se dostali, vzdor potížím. (Rakouské vízum nebylo zcela v pořádku, čeští pohraničníci je nechali vystoupit z Orient Expresu,a zkoumali tak dlouho dokumenty a zavazadla, až vlak odjel. Hranice pak přejeli v nákladním vlaku mířícím do Jugoslávie, zažili přitom nepříjemné chvíle. První po přejezdu české hranice, kdy se obávali, že se nedostanou z vlaku, ale rakouský pohraničník otevřel vagón a nechal je vystoupit. Strach pak ještě měli při přechodu ze sovětské okupační zóny do amerického sektoru – Rakousko bylo po druhé světové válce podobně jako Německo rozděleno do sektorů.) Krátce pobyli u rodiny v Aschachu a pokračovali do Švýcarska či do Itálie (prameny se liší), kde se k nim zhruba po šesti týdnech připojil Alois Podstatzký-Lichtenstein, jenž přešel hranice ilegálně, poté co výjezdní doložku nedostal.
Zvažovali, kde začít nový život, a zvolili Chile, kde žila Josefinina nevlastní sestra.

### Chile (1949–1961)
Cestu absolvovali na palubě lodi Marco Polo. V Santiagu de Chile si Alois založil nábytkářskou firmu a Josefa si zařídila obchod s luxusním italským sklem. Podniky nijak zvlášť neprosperovaly, živil je penzion, který Josefa provozovala se svou sestrou.
V polovině padesátých let se jejich finanční poměry znatelně zlepšily, když přijali zaměstnání u americké těžařské společnosti Anaconda. Josefa měla na starosti administrativu kuchyně a restaurace, Alois působil jako sekretář a barman Amerického klubu.
V roce 1959, kdy byly měděné doly zestátněny, dostali manželé okamžitou výpověď, opět řešili co dál, v Chile zůstat nechtěli.

### Německo (1961–1972)
Josefa s dcerou odjely jako první, manžel přijel o něco později. Marně očekávali pomoc od četných známých a příbuzných, nikdo je nezaměstnal. Energická a podnikavá Josefa si tudíž v Mnichově založila vlastní firmu - prádelnu. Vybavila ji jedenácti pračkami, najala šest zaměstnanců, s dceřinou pomocí dohlížela na provoz od sedmi ráno do devíti večer. (Když odešla do důchodu, prádelnu vedla dcera Marie.) Alois po půl roce našel místo v advokátní kanceláři.

### Rakousko (1972–1995)
Manželé Podstatzští neměli v úmyslu strávit zbytek života v Německu, proto si koupili starší domek v Salcburku, zrenovovali ho a na důchod se tam odstěhovali.
V září 1990 Josefa Podstatzká-Lichtensteinová po sedmačtyřiceti letech exilu opět uviděla Velké Meziříčí. Přijela se svým synem Janem Podstatzkým, jeho francouzskou manželkou a jejich synem Michaelem. Věděla, že zámek není ve stejném stavu, jako když ho opouštěli, měla informace od známých, kteří v Čechách zůstali, a krom toho od své dcery Marie, která coby chilská občanka po roce 1989 zámek jednou navštívila a toužila po návratu. Na zámku byla po odchodu původních majitelů zřízena porodnice a později Muzeum silnic a dálnic. Obě instituce budovu pozměnily a poznamenaly.

## Návrat do České republiky (1995–2000)
Jakmile se Josefa dozvěděla o schválených restitučních zákonech, požádala o vrácení rodového majetku. Řízení se protáhlo, bylo nutné prokazovat datum konfiskace. Pokud by k ní bylo došlo před 25. únorem 1948, nebyl by na restituci nárok. Nakonec byla Josefě vrácena rodinná hrobka v Netíně, pak zámek ve Velkém Meziříčí, posléze lesy a rybníky.
Josefa se natrvalo ve Velkém Meziříčí usídlila v roce 1995. Přes svůj pokročilý věk se s obrovskou vervou dala do upravování bydlení a zahrady. Kvůli Muzeu silnic a dálnic, jež na zámku zůstávalo, nemohla bydlet v někdejších pokojích, proto se s dcerou Marií zařídila a ubytovala ve věži.
Česky mluvila, jako by zemi nikdy neopustila, dojímalo ji, že si ji někteří místní ještě pamatují. Věnovala se jednání s úřady, jednala s řemeslníky, čas od času zajížděla do Salcburku. I ve vysokém věku o sebe dbala, zachovávala si úroveň, neztrácela rozhodnost. Zemřela v roce 2000, její ostatky jsou uloženy v Netíně. Jmění odkázala rovným dílem svým třem dětem, které se později dohodly na vyrovnání, aby se rodový majetek neroztříštil.